# Sanand
Sanand là một thành phố và khu đô thị của quận Ahmadabad thuộc bang Gujarat, Ấn Độ.

## Địa lý
Sanand có vị trí 22°59′B 72°23′Đ / 22,98°B 72,38°Đ Nó có độ cao trung bình là 38 mét (124 feet).

## Nhân khẩu
Theo điều tra dân số năm 2001 của Ấn Độ, Sanand có dân số 32.348 người. Phái nam chiếm 53% tổng số dân và phái nữ chiếm 47%. Sanand có tỷ lệ 72% biết đọc biết viết, cao hơn tỷ lệ trung bình toàn quốc là 59,5%: tỷ lệ cho phái nam là 79%, và tỷ lệ cho phái nữ là 65%. Tại Sanand, 13% dân số nhỏ hơn 6 tuổi.